# فلورستا
فلورستا (بالإيطالية: Floresta)‏ هي بلدية في مقاطعة ميسينا في صقلية الإيطالية.

## السكان
في سنة 1861 بلغ عدد السكان 1٬377 نسمة، وتطور العدد ليصل في سنة 2011 لـ 516 نسمة.
يظهر هذا المخطط البياني تطور النمو السكاني لـ فلورستا